# Hércules Brito Ruas
Hércules de Brito Ruas známý jako Brito (* 9. srpen 1939, Rio de Janeiro) je bývalý brazilský fotbalista. Hrával na pozici obránce.
S brazilskou fotbalovou reprezentací vyhrál mistrovství světa roku 1970, nastoupil přitom ve všech šesti utkáních, které Brazilci na tomto šampionátu odehráli. Hrál též na Mistrovství světa roku 1966. Brazílii reprezentoval v letech 1964-1972, a to ve 45 zápasech.
Takřka celou kariéru strávil v brazilských soutěžích, s výjimkou jedné sezóny ve venezuelském prvoligovém klubu Deportivo Galícia. V Brazílii hrál za CR Vasco da Gama, SC Internacional, CR Flamengo, Cruzeiro EC, Botafogo FR, SC Corinthians Paulista, Atlético Paranaense, EC Democrata a Ríver AC.